# Baixo-saxão neerlandês

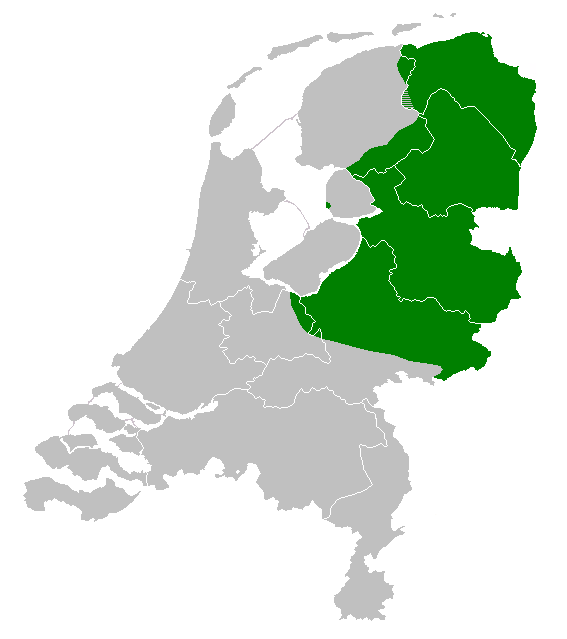
Área de difusão do baixo-saxão nos Países Baixos

Baixo-saxão neerlandês (Baixo-saxão neerlandês: Nedersaksisch) é um grupo de dialetos do baixo-saxão falados no leste e norte dos Países Baixos. A classificação "baixo-saxão neerlandês" não é unânime. Do ponto de vista
diacrônico, os dialetos do baixo-saxão neerlandês são apenas os dialetos do baixo-saxão que são nativos das regiões dos Países Baixos. Do ponto de vista estritamente sincrônico, no entanto, alguns linguistas classificam o baixo-saxão neerlandês como uma variação do neerlandês. Alguns dialetos do baixo-saxão neerlandês demonstram características do Westfaliano, um dialeto baixo-alemão falado no oeste da Alemanha.
O governo dos Países Baixos reconheceu o baixo-saxão neerlandês oficialmente como uma língua regional e o dá um apoio limitado, tal como expressa no segundo capítulo da Carta Europeia das Línguas Regionais ou Minoritárias. A língua é falada nas províncias neerlandesas de Drente, Frísia, Guéldria, Groninga e Overissel. O código de língua (ISO 639-2) do baixo-saxão neerlandês é nds-nl. Em 2006, foi estabelecida a Wikipédia em baixo-saxão neerlandês.